# Slättbo härad
Slättbo härad var ett härad på Öland i Kalmar län. Häradet var beläget på öns västra sida i den södra delen av nuvarande Borgholms kommun. Tingsplats var före 1745 Borgholm, därefter till 1917 Lundegård. Från 1917 till 1945 Rosenfors och därefter till 1982 Borgholm.

## Geografi
Häradet sträckte sig från Stora Rör söder om Rälla i söder till Alböke kyrka norr om Borgholm i norr. Slättbo gränsade till Algutsrums härad i syd, Runstens härad i ost och Åkerbo härad i norr. 
Häradets areal uppgick till 172 km², varav land 171 och hade 1930 2 940 invånare.

## Socknar
Slättbo härad omfattade fyra socknar och en stad.
I Borgholms kommun
- Alböke
- Högsrum
- Köping
- Räpplinge

Borgholms stad inrättades 1816 och ingick i häradets jurisdiktion.

## Län, fögderier, tingslag, domsagor och tingsrätter
Häradet hörde till Kalmar län. Församlingarna tillhör(de) från 1604 till 1915 till Kalmar stift, innan dess till Linköpings stift och därefter till Växjö stift.
Häradets socknar hörde till följande fögderier:
- 1720-1917 Ölands norra mots fögderi
- 1918-1966 Ölands fögderi
- 1967-1990 Borgholms fögderi

Häradets socknar tillhörde följande tingslag, domsagor och tingsrätter:
- 1680-1942 Ölands norra mots tingslag i Ölands domsaga
- 1943-1968 Ölands domsagas tingslag i Ölands domsaga
- 1969-1970 Möre och Ölands domsagas tingslag i Möre och Ölands domsaga

- 1971-1982 Möre och Ölands tingsrätt och domsaga
- 1983- Kalmar tingsrätt och domsaga